# Ole Evinrude
Ole Evinrude, nascido Ole Evenrudstuen (Gjøvik, 19 de abril de 1877 — 12 de julho de 1934) foi um inventor estadunidense nascido na Noruega.
Conhecido pela invenção do primeiro motor de popa com aplicações comerciais práticas.